# Amalek
Dans la Genèse et le premier livre des Chroniques, Amalek (עֲמָלֵק) est présenté comme étant le fils d'Eliphaz (en) et le petit-fils d'Ésaü. En tant que tel, il est chef d'une tribu édomite, les Amalécites. Sa mère, Timna, sœur de Lotan provenait de la tribu des Horites, dont le territoire avait été annexé à Édom. Dans le livre de l'Exode, Amalek attaque sans raison les Enfants d'Israël, à peine sortis d'Égypte. Amalek a le dessus quand Moïse baisse les bras, mais est vaincu par Josué quand Aaron et Hur relèvent les bras de Moïse.

## Origine d'Amalek
L'approche « maximaliste » de la Bible considère cette généalogie comme littérale, alors que les plus critiques estiment qu'il s'agit plutôt d'une ethnologie traditionnelle. Dans cette optique, les Amalécites sont apparentés aux Édomites, par conséquent aux Hébreux, et aux Horites.
Une tradition extra-biblique rapportée par Nahmanide rapporte que les Amalécites descendent d'un Amalek d'après lequel le petit-fils d'Esaü aurait été nommé. Cet ancêtre éponyme des Amalécites est également mentionné dans des traditions arabes.
D'un point de vue étymologique, certains interprètent ce nom comme « errant dans les vallées », mais la majorité des spécialistes considèrent que l'origine du nom est inconnue.

## Descendants d'Amalek
Il est le chef des Amalécites, une tribu de nomades qui attaque les Hébreux dans le désert du Sinaï immédiatement après l'Exode d'Égypte :  

« Souviens-toi de ce que te fit Amalek pendant le voyage lors de votre sortie d'Égypte »

— Deutéronome 25:17

« Quand donc l'éternel ton Dieu, t'aura délivré de tous les ennemis qui t'entourent, et qu'il t'aura assuré la sécurité dans le pays qu'il te donne en héritage pour que tu en prennes possession, tu effaceras la mémoire d'Amalek, de dessous le ciel. Ne l'oublie pas »

— Deutéronome 25: 19
La raison pour laquelle il est l'éponyme de cette tribu est inconnue. Inversement, il pourrait avoir été dénommé Amalek par référence à cette tribu qu'il dirigeait.
Dans le premier livre de Samuel, le roi Saül épargne Agag après avoir exterminé tous les Amalécites, et désobéit ainsi à l'ordre divin transmis par le prophète Samuel. Cette erreur lui coûte son trône. Dans le livre d'Esther, les exilés du premier Temple pâtissent des volontés génocidaires d'Haman, fils de Hamedata, descendant d'Agag, roi des Amalécites.

## Références modernes

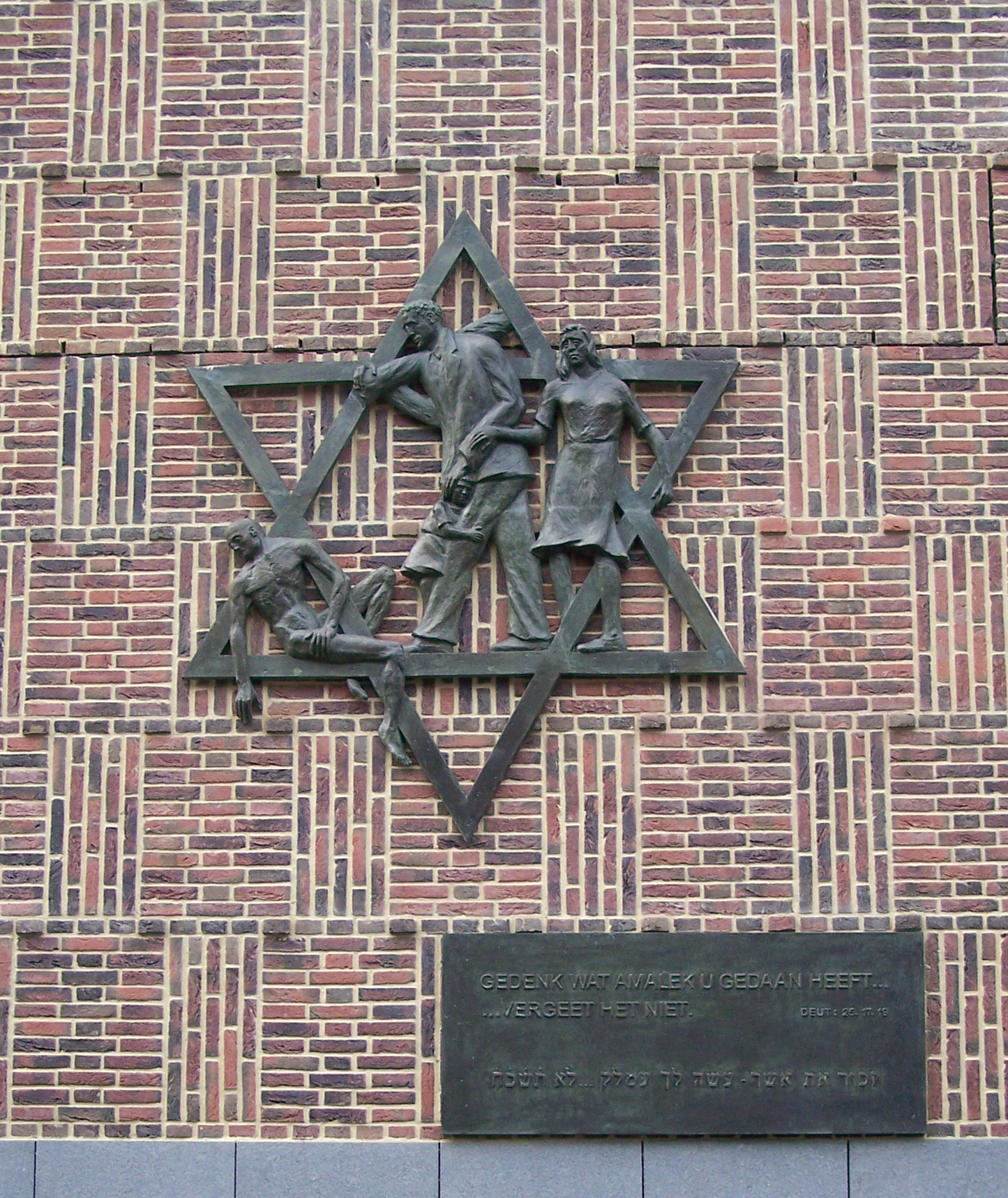
Le « Davidster » (étoile de David) de Dick Stins, également connu sous le nom de « monument Amalek », est un mémorial de l'Holocauste situé à La Haye. Le texte sur le côté (en néerlandais et en hébreu) est tiré de Deutéronome 25:17, 19 - « Souvenez-vous de ce qu'Amalek vous a fait... n'oubliez pas. »